# 5173 Stjerneborg
Az 5173 Stjerneborg (ideiglenes jelöléssel 1988 EM1) a Naprendszer kisbolygóövében található aszteroida. Poul Jensen fedezte fel 1988. március 13-án.